# Maite Apezteguía
Maite Apezteguía Elso es una arquitecta y urbanista española.

## Trayectoria
Apezteguía estudió en la Escuela Técnica Superior de Arquitectura (ETSA) de la Universidad de Navarra, donde también realizó los cursos de doctorado en 1982. Entre 1986 y 1992 fue profesora ayudante de la misma universidad y asociada de proyectos de 1992 a 1998. También ha ejercido la docencia como profesora externa de Análisis Arquitectónico en la ETSA de La Salle, Universidad Ramon Llull de Barcelona (1999-2000).
En 2010, fundó el estudio Azpeteguía Arquitectos. Fue la directora del proyecto de rehabilitación de la Torre de Donamaría, el Jaureguía o Palacio Viejo, restaurado entre los años 2000 y 2001 bajo el patrocinio de la Institución Príncipe de Viana del Gobierno de Navarra. De origen medieval, la torre se encuentra en Donamaria, en Navarra.
Aparte de su labor como arquitecta, Apezteguía escribe columnas de opinión en el Diario de Navarra. También participa en conferencias y mesas redondas en las que comparte su visión sobre la inclusión de las mujeres en el mundo de la arquitectura.

## Reconocimientos
A lo largo de su trayectoria profesional ha obtenido numerosas distinciones. Entre ellas, fue finalista del Premio COAVN 2013 por su proyecto de 16 viviendas pareadas en Gorraiz. En 2002, Apezteguía fue representante de España en la VIII Muestra Internacional de Arquitectura de la Bienal de Venecia (Italia).
En 2012, participó como jurado en el concurso Centro Intergeneracional en Pamplona. El certamen fue convocado por la Escuela de Arquitectura de la Universidad de Navarra y la Asociación Accesibilidad Universal (AAU). En 2018, fue invitada al jurado de proyectos arquitectónicos celebrado en el Grado en Arquitectura de la Escuela de Arquitectura y Tecnología.